# Маркіз де Сад
Донасьєн Альфонс Франсуа де Сад (фр. Donatien Alphonse François de Sade; 2 червня 1740, Париж, Франція — 2 грудня 1814, Шарантон-Сен-Морис), відоміший, як Маркіз де Сад (фр. marquis de Sade) — французький письменник, філософ і учасник Французької революції. У своїх творах відстоював ідеї абсолютної свободи, без обмежень моралі, релігії чи закону. Найголовнішим принципом життя вважав можливість досягнення найвищої особистої насолоди. За свої погляди та твори провів у в'язниці та психіатричних лікарнях близько 32 років свого життя — з них близько 10 років відсидів у сумнозвісній паризькій тюрмі Бастилії і 13 років у психіатричній лікарні. Більшість його творів була написана під час ув'язнення. Пізніше, на основі його ідей отримання сексуальної насолоди від приниження та завдання болю іншій людині був запроваджений термін «садизм».

## Біографія

### Раннє дитинство
Донасьєн Альфонс Франсуа де Сад народився 2 червня 1740 року в замку Конде в Парижі. Його батьком був Жан-Батист Жозеф Франсуа граф де Сад, спадковий намісник у провінціях Брессе, Бюже, Вальроме і Же. До отримання почесного титулу він служив посланцем при дворі кельнського курфюрста, потім — послом у Росії. Його мати — Марі-Елеонор де Має-Брезе де Карман — була фрейліною принцеси де Конде.
Мати де Сада сподівалася на те, що у її сина і юного спадкоємця принца де Конде зав'яжуться тісні дружні відносини, які допоможуть Донасьєну влаштуватися в житті. Перебуваючи при дворі, Марі-Елеонор змогла домогтися дозволу принцеси бавитися її синові з принцом. Але маленький де Сад не виявляв жодного інтересу до свого друга, а одного разу навіть побився з ним, після чого був висланий з палацу і вирушив жити до своїх родичів у Прованс.

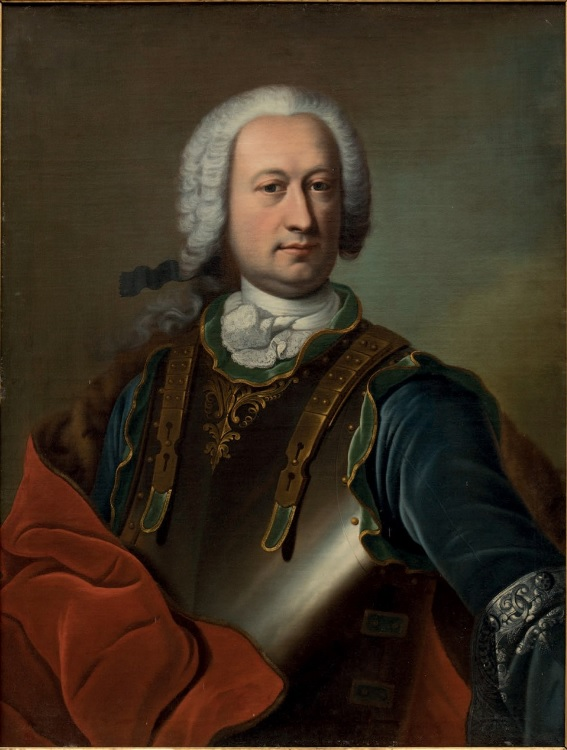
Портрет Жана-Батіста Жозе Франсуа де Сада

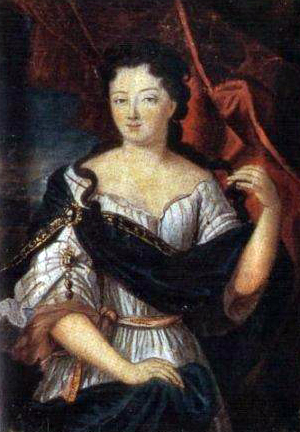
Портрет Марі-Елеонор де Має-Брезе де Карман

У 1745 році де Сада відправили жити до його дядька, абата де Сада (абат д'Ебра), який мав займатися його вихованням. Донасьєн оселився в старовинному замку, огородженому масивними кам'яними стінами. У ньому знаходився великий підвал, в якому Донасьєн любив залишатися на довгий час насамоті. Пам'ять про це місце де Сад зберіг на все життя. Абат де Сад допоміг хлопчику познайомитися з мадам де Сен-Жермен, яка стала для останнього другою матір'ю, а також з Жаком-Франсуа Абле, який допомагав Донасьєну у навчанні, а згодом став керуючим в його будинку.
У 1750 році де Сад разом зі своїм вчителем, Жаком Абле, повернувся до Парижа, щоб продовжити навчання в знаменитому Єзуїтському корпусі (коледжі д'Аркур). Донасьєну доводилося жити в апартаментах Абле, оскільки до його повернення в столицю мати де Сада розлучилася з батьком та переїхала в свою резиденцію Кармеліт, де і померла на самоті в 1777 році.

### Зрілі роки
У 1754 році Донасьєн вступив до кавалерійського училища в надії зробити військову кар'єру. У 1755 році він отримав звання молодшого лейтенанта королівського піхотного полку. У цей час (1756—1763) у Європі розгорілася Семирічна війна, в якій маркіз де Сад взяв активну участь. За заслуги в боях 14 січня 1757 року він отримав звання корнета карабінерів, а 21 квітня 1759 року — звання капітана кавалерії Бургундського полку. У 1763 році де Сад пішов у відставку у званні капітана кавалерії.
Після повернення до Парижа Донасьєн почав вести активне світське життя. Він став залицятися до молодшої дочки пана де Монтрей, президента податкової палати Франції. Але пан Монтрей був проти цього весілля, зате він зміг організувати весілля де Сада зі своєю старшою дочкою Рене-Пелажі Кордьє де Монтрей. 17 травня 1763 року з благословення короля Людовика XV і королеви вони одружилися. Проте де Сад не міг просто сидіти в новому домі й відвідував різні розважальні заклади. 29 жовтня його було ув'язнено на п'ятнадцять діб у вежу замку Венсенн за скандальну поведінку в будинку побачень.

### Гучні скандали і тюремні ув'язнення
У 1764 році Донасьєн де Сад зайняв посаду свого батька, ставши королівським генеральним намісником в провінціях Брессе, Бюже, Вальроме і Же. 24 січня 1767 року помер граф де Сад. Донасьєн Альфонс Франсуа успадкував сеньйоральні права в Лакості, Мазані, Сомані й землі Ма-де-Кабак поблизу Арля.
16 жовтня того ж року в донесенні бургундського інспектора Маре з'явився запис: «Незабаром ми знову почуємо про жахливі вчинки де Сада, який нині намагається умовити дівчину Рів'єр з Опери стати його коханкою, пропонуючи їй за це по двадцять п'ять луїдорів на місяць. У вільні від вистав дні дівчина буде зобов'язана проводити час із де Садом на віллі Д'Арні. Проте дівиця відповіла відмовою». У 1768 році Сада було притягнуто до суду і ув'язнено в замку Сомюр за зґвалтування француженки Рози Келлер. Деякий час де Сад знаходився в замку під вартою. Потім бургундський інспектор Маре, виконуючи постанову суду Ла Турнель, забрав де Сада із замку Сомюр із завданням помістити затриманого в фортецю П'єр-Ансіз, недалеко від Ліона . 2 червня його перевели у в'язницю Консьєржері в Парижі, а через тиждень за рішенням Людовіка XV ув'язнення було скасоване і де Сада зобов'язали виплатити штраф у розмірі 100 луїдорів.
23 серпня 1770 року маркіз де Сад знову вступив на військову службу в чині майора, а 13 березня 1771 року отримав звання полковника кавалерії.
5 січня 1772 року маркіз де Сад запросив знайомих аристократів на прем'єру комедії власного авторства, яку поставив своїми силами в родовому маєтку Лакост. 27 червня того ж року була порушена так звана «марсельська справа». О 10 годині ранку маркіз де Сад разом зі своїм лакеєм піднявся в кімнату дівиці Бореллі, на прізвисько Марієтта. У кімнаті також були ще три дівчини — Роза Кост, Маріонетта Ложе, Маріанна Лаверн. Зазначені особи, як засвідчено в поліцейському протоколі, займалися в кімнаті з де Садом різними еротичними іграми, вживанням збуджуючих цукерок, запропонованих де Садом (насправді це була шпанська мушка, відома як шкідливий для здоров'я афродизіак). О 9 годині ранку 6 січня де Сад відвідав Маргариту Кост. За документами, маркіз запропонував дівчині зайнятися содомією, від чого та відмовилася. Потім маркіз пригостив Маргариту тими ж самими цукерками. Через кілька днів, зі скаргами на біль у шлунку, всі дівчата подали в поліцію скаргу на маркіза. 4 липня французький суд видав указ про арешт де Сада і його пажа. У замку Лакост було проведено обшук, але нічого забороненого не було знайдено. Маркіз де Сад, побоюючись судової розправи, утік у невідомому напрямку. 3 вересня було винесено рішення королівського прокурора Марселя: «Маркіз де Сад і його слуга Латур, викликані до суду за звинуваченням в отруєнні і содомії, на суд не з'явилися і звинувачуються заочно. Їх засуджують до публічного покаяння на паперті кафедрального собору, потім їх повинні доправити на площу Святого Людовика з тим, щоб відрубати де Саду голову на ешафоті, а згаданого Латура повісити на шибениці. Тіла де Сада і Латура слід спалити, а прах — розвіяти за вітром». 11 вересня того ж року Прованський парламент ухвалив рішення про виконання рішення суду від 3 вересня. Наступного дня (12 вересня) на одній з центральних площ Ексу спалили опудала де Сада і його лакея.
Але справжня кара так і не відбулася. Кілька днів по тому Де Саду і Латуру вдалося втекти з фортеці, і вони вирушили до Італії, в Шамбері. Після втечі і ще до від'їзду Донасьєн умовив сестру своєї дружини поїхати з ним; остання погодилася і вирушила разом з ним до Італії, де у них зав'язався бурхливий роман. Дізнавшись про це, теща де Сада мадам де Монтрей домоглася у французького короля так званого Летр-де-каше — королівський дозвіл на арешт і ув'язнення під варту будь-якої особи без пояснення причин. 8 грудня за наказом короля Сардинії де Сада разом зі слугою заарештували в Шамбері і помістили у фортецю Міолан, де вони провели близько п'яти місяців.
У 1773 році в ніч з 30 квітня на 1 травня де Сад, Латур і барон Аллі де Сонжі організували втечу з цієї фортеці. У цьому їм допомогла мадам де Сад. Після цього Донасьєн перебрався у свій родовий маєток у Лакості, де безвилазно жив увесь 1774 рік, побоюючись чергового арешту, загроза якого постійно висіла над ним. У момент перебування маркіза в замку його дружина, мадам де Сад, зібрала групу незадоволених сексуальними збоченнями свого господаря і таємно покинула разом з ними маєток.
У лютому 1775 року де Сад, втомившись від самітницького життя, викрав трьох місцевих дівчат з метою зґвалтування. Історія про зникнення дівчат швидко обійшла всю округу, і розслідування цієї справи швидко завершилося. Де Сада звинуватили у викраданні дівчат з метою їх спокусити. Черговий скандал ще більше погіршив і без того незавидне становище Донасьєна.
Не бажаючи більше перебувати в порожньому замку і чекати на арешт, він у липні-грудні того ж року під ім'ям графа де Мазана виїхав до Італії, де займався вивченням окультних наук, а також написав ряд своїх праць про науки й мистецтва.
У 1776 році де Сад повернувся в Лакост. У жовтні того ж року Донасьєн найняв у свій будинок кілька молодих служниць, які незабаром утікли, за винятком однієї дівчини — Катерини Трілле (Catherine Trillet), яку Донасьєн любив називати Жустиною. 14 січня 1777 року в Парижі померла мати де Сада, Марі-Елеонор де Має-Брезе де Карман. 17 січня батько Катерини Трілле, довідавшись чим може займатися його дочка в замку маркіза, публічно вимагав у де Сада відпустити його дочку додому. Маркіз відмовився, після чого розгніваний батько пробрався в Лакост і вистрілив у де Сада, але промахнувся і був схоплений вартою. 30 січня Донасьєн разом із дружиною прибув до Парижа, де довідався про смерть матері. 13 лютого інспектор Маре заарештував де Сада, виконуючи розпорядження летр-де-каше. Донасьєн був ув'язнений у Венсенському замку, в якому провів 13 років.
27 травня 1778 року французький король видав дозвіл де Саду оскаржити постанову від 11 вересня 1772 року. 14 червня Донасьєн у супроводі інспектора Маре прибув до Ексу. 30 червня прованський парламент скасував рішення марсельського суду, але засудив маркіза до ув'язнення у Венсенському замку. 16 липня на шляху в замок де Саду вдалося втекти від ескорту, і він сховався в замку Лакост, але незабаром пані де Монтрей повідомила в поліцію про місцезнаходження Донасьєна, й інспектор заарештував його знову. У в'язниці з ним обходилися жорстоко, і він часто писав своїй дружині листи з проханнями допомогти йому з їжею, одягом та особливо з книгами. Тоді ж де Сад почав писати свої перші п'єси, оповідання і новели .
У січні 1779 року були спрощені умови ув'язнення. Йому надали перо і чорнило, а також дозволили зрідка ходити на прогулянки. 13 липня 1781 мадам де Сад вперше отримала дозвіл на зустрічі з чоловіком, але через напади агресії і ревнощів, які зазнавав Донасьєн щораз, коли бачив дружину, відвідування припинилися, а мадам постриглася в черниці.
У 1782 році де Сад закінчив роботу над своєю першою збіркою літературних творів. Найвідоміший твір цієї збірки — «Діалог між священиком і вмираючим» — неодноразово перевидаватиметься і стане першим знаменитим твором маркіза.

### Бастилія

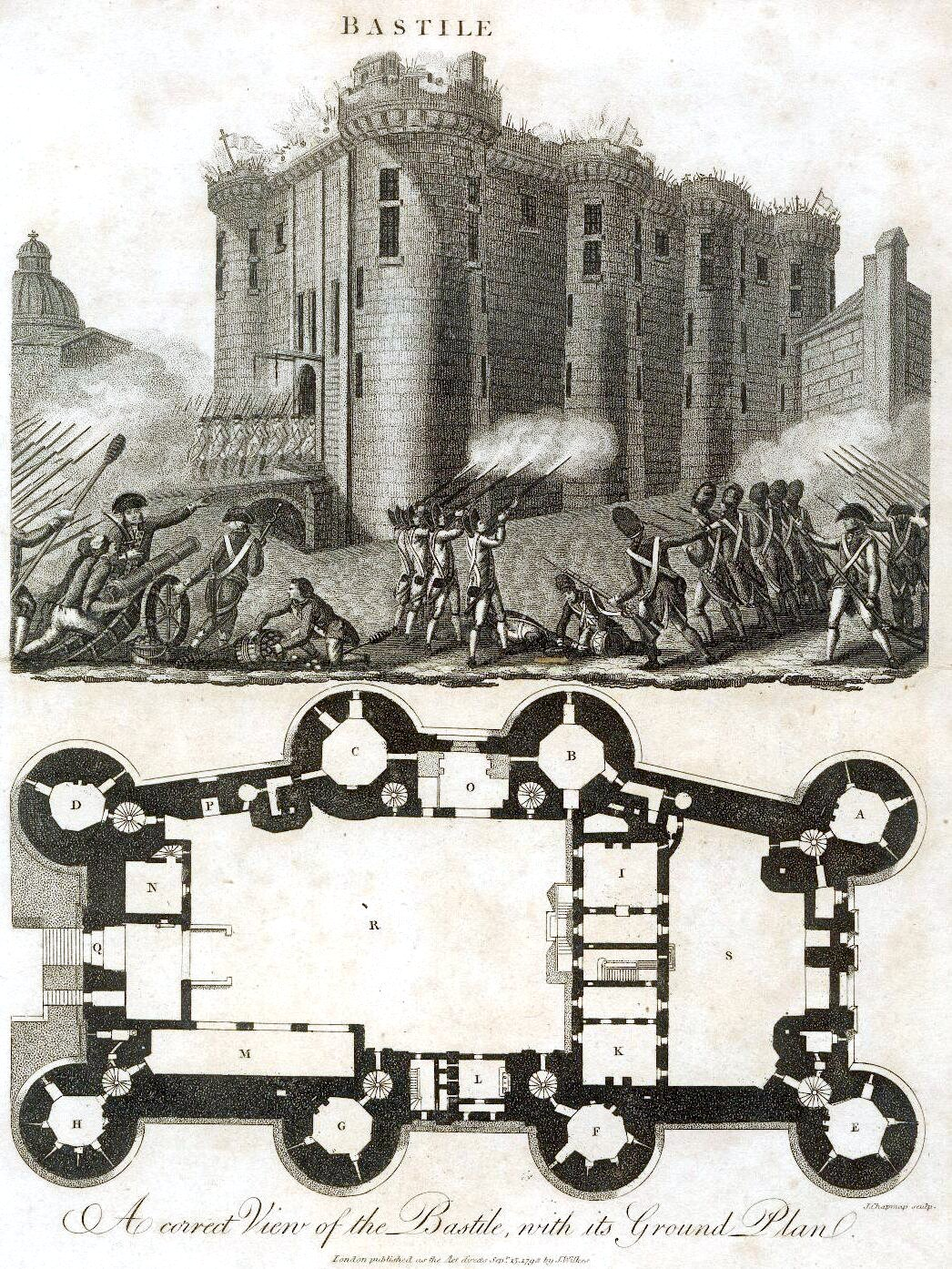
План Бастилії. Спочатку камера де Сада знаходилася на 2-му поверсі, а потім його перевели на 6-й

29 лютого 1782 року де Сада перевели в Бастилію, а Венсенський замок закрили з економічних причин.
22 жовтня 1785 року Донасьєн почав роботу над романом «120 днів Содому». Через 37 днів де Сад закінчив роботу над манускриптом, який був написаний на рулоні туалетного паперу довжиною близько двадцяти метрів. Маркіз спробував сховати його у себе в камері, але в 1789, коли Донасьєна вже не було в Бастилії, охоронець знайшов цей рукопис і виніс його ще до штурму фортеці.
8 липня 1787 року Донасьєн закінчив роботу над повістю «Нещастя чесноти». 7 березня 1788 року де Сад завершив свою чергову роботу — один із шедеврів французької новелістики — «Ежені де Франваль».
27 квітня 1789 року у Парижі почалося заворушення. Керівництво в'язниці вирішило посилити охорону. 2 липня де Сад прокричав з вікна своєї камери, що в Бастилії катують арештантів, і закликав народ прийти і звільнити їх. 4 липня за скандальну витівку Донасьєна перевели в лікарню в Шарантоні, заборонивши йому забрати книги та рукописи, серед яких був рукопис «120 днів Содому». 14 липня народ взяв штурмом Бастилію, почалася Велика французька революція. При взятті Бастилії камера де Сада була розграбована і багато рукописів було спалено.

### Звільнення

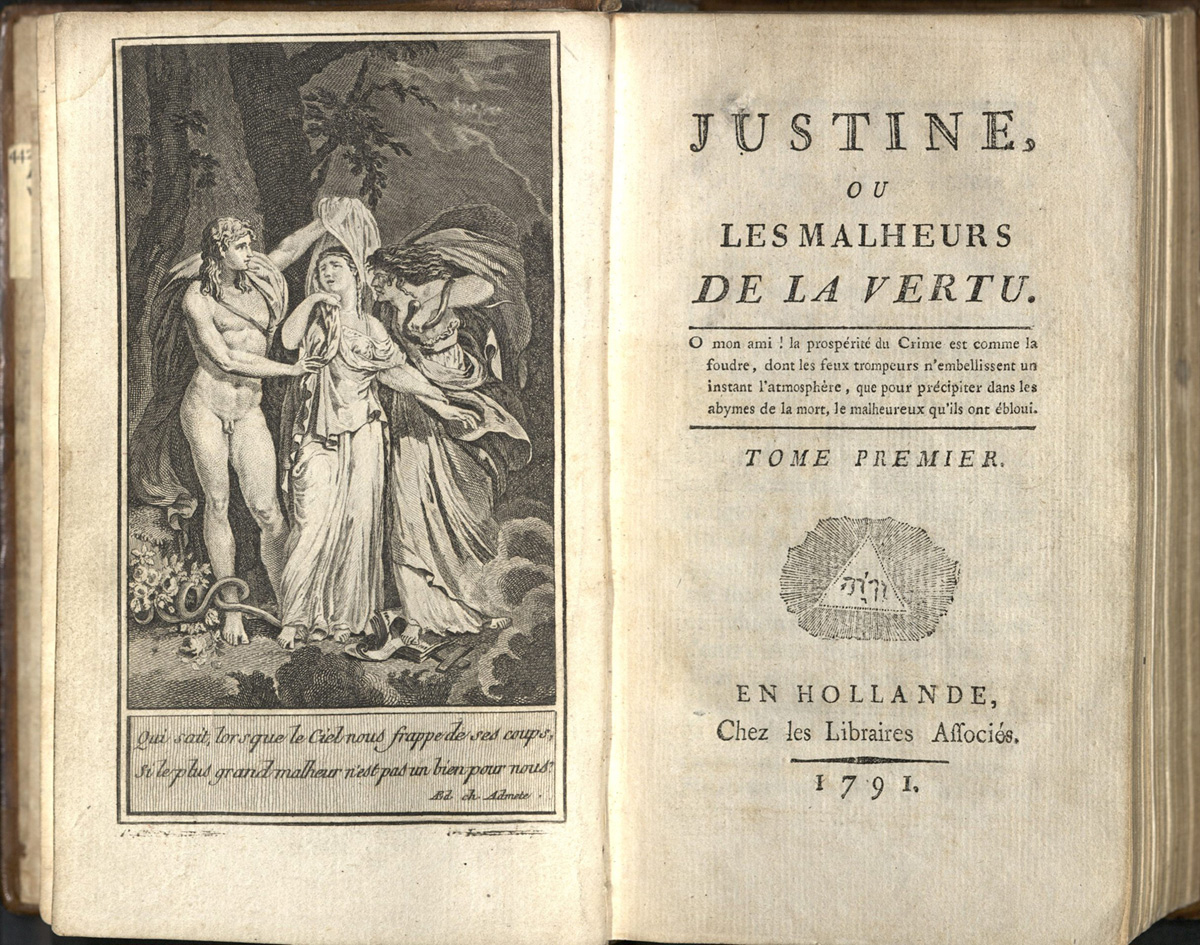
Прижиттєве видання роману «Жустина, або нещастя доброчинності», 1791

2 квітня 1790 року після дев'яти місяців ув'язнення, де Сад покинув Шарантон; за рішенням Національної Асамблеї були скасовані всі звинувачення, висловлені в летр-де-каше. 3 квітня мадам де Сад домоглася в суді розлучення зі своїм чоловіком і зобов'язала його виплатити їй компенсацію. 1 липня маркіз де Сад, під ім'ям громадянина Луї Сада (citoyen Louis Sade), приєднався до одного з революційних угруповань. З 1 по 14 липня маркіз де Сад проживав у президентші де Флер, яка була його коханкою з квітня по серпень того року. 25 серпня Маркіз де Сад познайомився з молодою актрисою Марі Констанс Ренель, яка стала його коханкою до останніх днів його життя.
У 1791 році де Сад опублікував свій роман «Жустина, або нещастя доброчинності» («Justine ou les malheurs de la vertu»). 22 жовтня того ж року в одному з театрів Парижа була поставлена драма маркіза де Сада «Граф Окстьєрн, або наслідки розпусти», яку він закінчив ще в Бастилії. 24 листопада Донасьєн читав у «Комеді Франсез» свою п'єсу «Жан Лене, або Облога Бове».

### Революційний рух
У 1792 році де Сад продовжував писати п'єси і успішно показувати їх у французьких театрах. 5 березня група якобінців, так звана «Якобінська кліка», освистала комедію маркіза «Спокусник», яка була поставлена в Театрі італійської комедії. 10 серпня у Франції відбулося повалення монархії та встановлення «Першої республіки». У цей же день французькою владою був убитий друг і соратник де Сада Станіслас де Клермон-Тоннер. 17 жовтня Донасьєна призначили комісаром з формування кавалерії, надалі він був зобов'язаний відвідувати всі засідання його комітету, писати політичні нотатки і памфлети. Того ж дня група невідомих бунтівників увірвалася в родовий замок де Сада Лакост і повністю його розграбувала. 30 жовтня де Сад був призначений комісаром державної Ради з охорони здоров'я. Його колегами стали комісари Карре та Дезормо.
1793 рік почався зі страти короля Людовіка XVI, якому 21 січня відрубали голову за допомогою гільйотини. 13 січня маркіза призначили присяжним революційного трибуналу. 12 травня де Сад став головою революційної секції «Пік», але незабаром відмовився від посади, передавши її своєму заступникові. Завдяки своєму становищу 23 травня Донасьєн зміг домогтися, щоб всі імена його родичів були внесені до списку невинних осіб (на той час родина де Сада та родина його дружини зазнала переслідувань). 15 листопада в Конвенті де Сад публічно зачитав свій памфлет «Прохання секції Пік, адресоване представникам французького народу».
8 грудня за наказом поліцейського департаменту Парижа де Сада заарештували в його власному будинку і доправили до в'язниці Мадлонетт. У ній і в ряді інших в'язниць Донасьєн просидів протягом 10 місяців, за цей час у країні почався якобінський терор. В кінці строку суд виніс маркізу смертний вирок, але де Саду вдалося втекти.

### Останні роки
В останні роки де Сад вів жалюгідне існування в злиднях і хворобах і працював у версальському театрі як суфлер за сорок су в день. Декрет від 28 червня 1799 року, зарахував його ім'я до списку аристократів, що підлягали вигнанню. До початку 1800-го він отримав все ж таки право громадянства, але незабаром опинився у Версальській лікарні, «вмираючи від голоду та холоду», під загрозою нового тюремного ув'язнення за борги. 6 березня де Сад був арештований поліцією Бонапарта за доносом його видавця й ув'язнений у Сент-Пелажі, потім у Бісетрі. У 1803 році на прохання  родини маркіза переводять у психіатричний притулок в Шарантоні, куди за ним їде мадам Кене. Там він знову зміг повністю присвятити себе писанню комедій. З 1805 по 1813 роки він навіть ставить їх з великим успіхом на сцені притулку. На вистави з'їжджався весь бомонд Парижа. З 1804 року Сад писав, можливо, свій найважливіший твір «Дні Флорбеля, або викрита природа». Проте в 1807 році рукопис у нього було вилучено й спалено за наказом префекта поліції. В останні роки життя де Сад написав деякі доволі посередні історичні праці. А в 1813 році анонімно опублікував «Маркізу Ґанж», твір в стилі «roman noir».

### Смерть
Де Сад помер в Шарантоні 2 грудня 1814 року від астматичного нападу. Його передсмертну волю було порушено: над тілом Донасьєна було проведено розтин; Ленорман, місцевий священик, не був попереджений, і де Сада за християнським звичаєм поховали на кладовищі в Сен-Моріс. Поховання відбулося 4 (за деякими даними 5-го) грудня 1814. За іншою версією, його поховали в глухому куті його власного маєтку.

## Особисте життя
Окрім стосунків з жінками він також мав стосунки з чоловіками, включно зі своїм слугою. У його творах фігурують гомосексуальні, як чоловічі так й жіночі практики, а також бісексуальні персонажі (наприклад у драматичному творі «Філософія в будуарі»). Ці факти дають підстави дослідникам дійти до висновку про можливу бісексуальність Де Сада.

## Реабілітація творчості
Протягом усього XIX століття твори Сада були заборонені й мали радше окультний характер. Так відомий французький критик Сент-Бев у 1843 році писав: «Байрон і Сад, напевне, найбільше надихнули наших сучасників». Офіційно творчістю Сада першими зацікавилися медики, психологи та сексологи. Фрейд був знайомий з творчістю Сада через книгу Крафта-Еббінга «Psychopathia sexualis» (1886).
Заново відкрив і реабілітував Сада французький поет Аполлінер, який писав: «Сад — це найвільніший дух, що будь-коли жив на світі». Невдовзі Сад зайняв почесне місце в «пантеоні» сюрреалістів, про що свідчить зокрема «Уявний портрет маркіза де Сада», написаний Маном Реєм.
З 1950 року Поль Робер, засновник видавництва Робер, використовує з ілюстративною метою цитати з творів Сада у своєму словнику французької мови Le Grand Robert. Проте в 1957 році видавця Жана-Жака Повера було засуджено за публікацію творів Сада у Франції. У суді на захист видавця свідчили зокрема Жан Полан, Андре Бретон, Жорж Батай та Жан Кокто.
Великий крок до розуміння творчості Сада зробили такі автори, як Жорж Батай (Література і зло, 1957), П'єр Клоссовскі (Мій родич Сад, 1947), Моріс Бланшо (Лотреамон і Сад, 1963).
У 60-х роках минулого століття з'явилися відомі екранізації творів Сада таких режисерів, як Хесус Франко, П'єр Паоло Пазоліні, Пітер Брук, Луїс Бунюель, Клод П'єрсон.
Сад став культовим автором, насамперед завдяки його популярності серед письменників групи Тель кель.
У 1960-1970-их роках з'явилися нові книжки з аналізом творчості Сада з погляду філософії, історії та психоаналізу: Ролан Барт «Сад, Фур'є, Лойола» (1971), Мішель Фуко «Слова і речі» (1966), Жак Лакан «Кант з Садом» (1966). У 70-і роки більшість текстів Сада вийшла великими тиражами в кишеньковому форматі. У 1990 році твори «божественного маркіза», як іноді називають Сада, були опубліковані в найпрестижнішій французькій видавничій серії Бібліотека Плеяди (видання підготував Мішель Делон). 1991 року з'явилася фундаментальна двотомна біографія де Сада, написана Морісом Леве.
Нині більшість творів Сада вільно доступні. Його ім'я часто використовується в популярній літературі. Його творчість стала темою багатьох дисертацій. Запит «de sade» на сайті французької книготоргової мережі Fnac дає результат 327 назв його книг в різних виданнях (стан: березень 2014). У Французькій національній бібліотеці у вільному доступі зберігається 680 різних видань маркіза де Сада.

## Повна бібліографія маркіза де Сада

### Проза
- 120 днів Содому, або Школа розпусти (Les 120 journées de Sodome, ou l'École du libertinage, роман, 1785)
- Нещастя доброчесності (Les Infortunes de la vertu, роман, перша редакція «Жустини», 1787)
- Юстина, або Нещасна доля доброчесності (Justine ou les Malheurs de la vertu, роман, друга редакція, 1788)
- Алін і Валькур, або Філософський роман (Aline et Valcour, ou le Roman philosophique, роман, 1788)
- Дорсі, або Насміх долі (Dorci, ou la Bizarrerie du sort, новелла, 1788)
- Казки, байки і фабліо (Historiettes, Contes et Fabliaux, 1788)
  - Змій (Le Serpent)
  - Гасконська дотепність (La Saillie Gasconne)
  - Вдале притворство (L'Heureuse Feinte)
  - Покараний звідник (Le M… puni)
  - Застряглий єпископ (L'Évêque embourbé)
  - Привид (Le Revenant)
  - Провансальські оратори (Les Harangueurs Provençaux)
  - Нехай мене завжди так дурять(Attrapez-moi toujours de même)
  - Догідливий чоловік (L'Époux complaisant)
  - Незрозуміла подія(Aventure incompréhensible)
  - Квітка каштана (La Fleur de châtaignier)
  - Учитель-філософ (L'Instituteur philosophe)
  - Недотрога, або неждана зустріч (La Prude, ou la Rencontre imprévue)
  - Емілія де Турвіль, або жорстокість братів (Émilie de Tourville, ou la Cruauté fraternelle)
  - Огюстина де Вільбланш, або любовний виверт (Augustine de Villeblanche, ou le Stratagème de l'amour)
  - Буде зроблено, коли потрібно (Soit fait ainsi qu'il est requis)
  - Одуренний президент (Le Président mystifié)
  - Маркіз де Телем, або наслідки лібертинажу (La Marquise de Thélème, ou les Effets du libertinage)
  - Відплата (Le Talion)
  - Сам собі наставив роги, або непередбачене примирення (Le Cocu de lui-même, ou le Raccommodement imprévu)
  - Досить місця для обох (Il y a place pour deux)
  - Чоловік, що виправився (L'Époux corrigé)
  - Чоловік-священик (Le Mari prêtre)
  - Сеньйора де Лонжвіль, або жінка, за яку помстилися (La Châtelaine de Longeville, ou la Femme vengée)
  - Шахраї (Les Filous)
- Філософія в будуарі (La Philosophie dans le boudoir, роман в діалогах, 1795)
- Нова Юстина, або Нещасна доля доброчинності (La Nouvelle Justine, ou les Malheurs de la vertu, роман, третя редакція, 1799)
- Злочини кохання, героїчні і трагічні новели (Les Crimes de l'amour, Nouvelles héroïques et tragiques, 1800)
  - Думки про роман (Une Idée sur les romans)
  - Жульєтта і Роне, або конспірація в Амбуазькому замку (Juliette et Raunai, ou la Conspiration d'Amboise)
  - Подвійне випробування(La Double Épreuve)
  - Міс Анрієтт Стральзон, або наслідки відчаю (Miss Henriette Stralson, ou les Effets du désespoir)
  - Факсланж, або хибність амбіцій (Faxelange, ou les Torts de l'ambition)
  - Флорвіль і Курваль, або невідворотність долі (Florville et Courval, ou le Fatalisme)
  - Rodrigue, ou la Tour enchantée
  - Лауренція і Антоніо (Laurence et Antonio)
  - Ернестина (Ernestine)
  - Dorgeville, ou le Criminel par vertu
  - La Comtesse de Sancerre, ou la Rivalle de sa fille
  - Ежені де Франваль (Eugénie de Franval)
- Історія Жульєтти, або успіхи пороку (Histoire de Juliette, ou les Prospérités du vice, роман, продовження «Нової Жустини», 1801)
- Аделаїда Брауншвейзька, принцеса Саксонська (Adélaïde de Brunswick, princesse de Saxe, роман, 1812)
- Маркіза де Ґанж (La Marquise de Gange, роман, 1813)
- Таємна історія Ізабелли Баварської, королеви Франції (Histoire secrète d'Isabelle de Bavière, reine de France, роман, 1814)

### Історичні праці
- La Liste du Suisse (загублена)
- La Messe trop chere (загублена)
- L'Honnete Ivrogne (загублена)
- N'y allez jamais sans lumière (загублена)
- La justice venitienne (загублена)
- Adelaide de Miramas, ou le Fanatisme protestan (загублена)

### П'єси
- Dialogue entre un pretre et un moribond
- La Philosophie dans le boudoir
- Le Comte Oxtiern ou les Effets du Libertinage
- Les Jumelles ou le choix difficile
- Le Prevaricateur ou le Magistrat du temps passe
- Jeanne Laisne, ou le Siege de Beauvais
- L'Ecole des jaloux ou la Folle Epreuve
- Le Misanthrope par amour ou Sophie et Desfrancs
- Le Capricieux, ou l'Homme inegal
- Les Antiquaires
- Henriette et Saint-Clair, ou la Force du Sang (загублена)
- Franchise et Trahison
- Fanny, ou les Effets du desespoir
- La Tour mysterieuse
- L'Union des arts ou les Ruses de l'amour
- Les Fetes de l'amitie
- L'Egarement de l'infortune (загублена)
- Tancrede (загублена)

### Політичні памфлети
- Adresse d'un citoyen de Paris, au roi des Français (1791)
- Section des Piques. Observations presentées à l'Assemblee administrative des hopitaux (28 жовтня 1792)
- Section des Piques. Idée sur le mode de la sanction des Lois; par un citoyen de cette Section (2 листопада 1792)
- Pétition des Sections de Paris à la Convention nationale (1793)
- Section des Piques. Extraits des Registres des déliberations de l'Assemblée générale et permanente de la Section des Piques (1793)
- La Section des Piques à ses Frères et Amis de la Société de la Liberté et de l'Égalite, à Saintes, departement de la Charente-Inferieure (1793)
- Section des Piques. Discours prononcé par la Section des Piques, aux manes de Marat et de Le Pelletier, par Sade, citoyen de cette section et membre de la Société populaire (1793)
- Petition de la Section des Piques, aux representants de peuple français (1793)
- Les Caprices, ou un peu de tout (загублена)

### Листування і нотатки
- Letters de la Prison
- Correspondance inédite du Marquis de Sade, de ses proches et de ses familiers, publiée avec une introduction, des annales et des notes par Paul Bourdin (1929)
- L'Aigle, Mademoiselle…, Lettres publiées pour la première fois sur les manuscrits autographes inédits avec une Préface et un Commentaire par Gilbert Lely (1949)
- Le Carillon de Vincennes. Lettres inédites publiées avec des notes par Gilbert Lely (1953)
- Cahiers personnels (1803—1804). Publiés pour la première fois sur les manuscrits autographes inédits avec une préface et des notes par Gilbert Lely (1953)
- Monsieur le 6. Lettres inédites (1778—1784) publiées et annotées par Georges Daumas. Préface de Gilbert Lely (1954)
- Cent onze Notes pour La Nouvelle Justine. Collection "La Terrain vague, " no. IV (1956)

### Зібрання творів
На сьогодні (стан кінця 2014 року) найповніше видання творів маркіза де Сада вийшло в серії «Бібліотека Плеяди» видавництва Галлімар. Упорядник, автор передмови і коментарів — Мішель Делон.
- Sade, Œuvres, Paris, Gallimard, Bibl. de la Pléiade, 3 tomes, 1990—1995.

## Українські переклади
- Донасьєн Альфонс Франсуа де Сад. Будуарна філософія. З французької переклав Віктор Андрієць (псевдонім Віктора Шовкуна[15]). Журнальний варіант («Лель» (1992, № 4,5; 1993, № 1-3, 7-8)
- Донасьєн Альфонс Франсуа де Сад. Філософія в будуарі. Діалоги, призначені для навчання молодих дівчат. Пер. з французької Андрій Рєпа — К.: Комубук, 2016. — 272 с.